# Teoria kompleksowej współzależności
Kompleksowa współzależność – teoria stosunków międzynarodowych opracowana przez Roberta Keohane i Josepha Nye, głosząca że państwa i zasoby gospodarcze są ze sobą ściśle powiązane. 

## Neoliberalizm w stosunkach międzynarodowych
Będąc w opozycji do teorii neorealizmu – neoliberalizm głosi optymistyczną wizję stosunków międzynarodowych w których istnieje współpraca między państwami. Neoliberałowie nie negują anarchicznej natury stosunków międzynarodowych, twierdzą jednak że jej neorealistyczna ocena jest przesadzona. Bowiem – zdaniem neoliberałów – nawet w anarchii państwa mogą budować instytucje współpracy.

## Główne założenia teorii
W powiązaniu z neoliberalizmem teoria kompleksowej współzależności głosi:
1. Stosowanie różnych metod działania ("kanałów")  między  społeczeństwami, w relacjach międzypaństwowych i międzyrządowych oraz międzynarodowych.
2. Nieobecność stałej hierarchii  spraw w zmieniających się czynnikach stosunków międzynarodowych.
3. Zmierzch znaczenia siły militarnej i przymusu ze strony mocarstw.
Nye i Keohane uważają, że schyłek znaczenia siły militarnej jako narzędzia polityki i wzrost znaczenia ekonomii i "innych form współzależności" zwiększa prawdopodobieństwo współpracy między państwami.